# 日本獣医師会
公益社団法人日本獣医師会（にほんじゅういしかい）は、獣医師によって構成される職能団体。

## 沿革
- 1885年 - 獣医免許規則の制定に伴い大日本獣医会を設立。
- 1887年 - 中央獣医会へ改称。
- 1928年 - 獣医師会令の公布に伴い旧・日本獣医師会を設立。
- 1948年7月 - GHQの指令により旧・日本獣医師会解散。
- 1948年11月 - 社団法人日本獣医協会を設立。
- 1951年2月 - 社団法人日本獣医師会へ改称。
- 2012年4月 - 公益社団法人日本獣医師会となる。

## 活動
獣医療に関する啓蒙、啓発活動や獣医師の利益を守るための社会的活動などを行っている。獣医師の加盟は任意である。

## 政治的活動

### 規制改革に対する反対活動
内閣府主導で行っている国家戦略特別区域諮問会議における「岩盤規制改革」に強く反対し続け、「獣医学部の新設が次々と認可されるような事態は、何としてでも阻止しなければなりません」と主張し、地方の同会会長へ、獣医学部新設に関わる反論の提出を求める旨を通達している。
日本経済新聞と産経新聞は、日本獣医師会が獣医学部の新設に反対するロビー活動を行っていると報じている。産経新聞によると、京都産業大学に獣医学部新設の動きがあることを知り、「計画阻止のために現職大臣らに激しいロビー活動を行っていた」とされ、2017年1月30日発行のメールマガジンにおいて「粘り強い要請活動が実り、関係大臣のご理解を得て、何とか『1校限り』と修正された」と所属会員に報告している。日本経済新聞によると、同会の主張への配慮がなされたために、まず1大学という前提で、岡山理科大学への新設が検討されたと報じられている。
国家戦略特区ワーキンググループ座長でアジア成長研究所所長の八田達夫は、座長の職務により「日本獣医師会の政治力のすさまじさを思い知った」と述べている。

### 政治家への働きかけ
2015年6月30日、安倍晋三内閣が閣議決定した「石破4条件」により獣医学部新設は非常に困難となったことについて、日本獣医師会会長と共に説得した日本獣医師政治連盟委員長の北村直人は獣医師会の会議で、新設を阻む壁を作ってもらったと成果を語っている。
産経新聞によると、日本獣医師会は、京都産業大学に獣医学部新設の計画を阻止するため、地方創生担当相の山本幸三、文科相の松野博一、農水相の山本有二、副総理兼財務相の麻生太郎、元法相の森英介ら大臣らに激しいロビー活動を行っていたとされる。
産経新聞は、国民民主党の玉木雄一郎が獣医師会の総会で獣医学部の新設阻止を宣言し、日本獣医師会が玉木に100万円の献金をおこなっていることから、日本獣医師会と玉木の「深いつながりが明らかになっている」と主張している。
産経新聞によると、日本獣医師会会長の藏内勇夫と日本獣医師政治連盟委員長の北村直人は、獣医学部の新設を阻むために、「国家戦略特別区域」の担当である地方創生担当大臣の石破茂に働きかけ、日本獣医師会の強い意向により「石破4条件」が盛り込まれたため、獣医学部新設が極めて困難となったとしている。石破は産経新聞の取材に対し、獣医師会からの4条件盛り込み要請について「そのような要請はなかった」と回答している。
2016年12月8日に、獣医師会会長で自民党福岡県連会長の藏内勇夫が、地方創生担当大臣の山本幸三に直談判をして、「新設は1カ所1校」と認めさせ、これにより新設は学校法人加計学園1校に絞られたと『産経新聞』で報じられている。

## 歴代会長
- 渡辺満太郎[13][14]
- 松葉重雄[15]
- 初代 - 島村虎猪
- 2代 - 越智勇一
- 3代 - 黒沢亮助
- 4代 - 越智勇一
- 5代 - 堀本宜実
- 6代 - 舘沢円之助
- 7代 - 中村寛
- 8代 - 椿精一
- 9代 - 杉山文男
- 10代 - 五十嵐幸男
- 11代 - 山根義久
- 12代 - 藏内勇夫